# Allium ekeri
Allium ekeri — вид трав'янистих рослин родини амарилісові (Amaryllidaceae), ендемік Туреччини. Етимологія: видовий епітет присвячений доктору англ. Mehdi Eker.

## Опис
Цибулина яйцювата, 1.5–2 × 0.8–1 см; зовнішні оболонки коричневі, внутрішні — білі. Стеблина 20–30 см заввишки і 2–2.2 мм завширшки. Листків (1)2–3(4), субциліндричні, коротші ніж стеблина, (1)1.5–2 мм завширшки. Суцвіття майже сферичне, щільне, 60–80-квіткове, 3.5–4.5 см в діаметрі. Оцвітина майже куляста. Листочки оцвітини довгасті, зелені, серединна жилка темно-зелена. Пиляки жовті. Коробочка трикутна, 4.5–5 × 4.5–5 мм. Насіння чорне, 3–4 × 2 мм.
Час цвітіння: травень і червень.

## Поширення
Ендемік Туреччини.
Населяє кам'янисті схили, степи 629 м